# Abschnittsleiter

Patka kołnierzowa Abschnittsleitera.

Abschnittsleiter (niem. naczelnik sekcji) – tytuł paramilitarny w Narodowosocjalistycznej Partii Robotniczej Niemiec (NSDAP), istniejący w latach 1939–1945. Podzielony był na trzy rangi (Abschnittsleiter, Oberabschnittsleiter, i Hauptabschnittsleiter). Stopień ten zastąpił inną wyższą rangę – Ortsgruppenleitera i był następnie używany jako średni poziom rangi administracyjnej w partii nazistowskiej na stanowiskach we władzach Kreis (powiatu), Gau (regionu) i Reich (centralnych).

Podział stopnia:

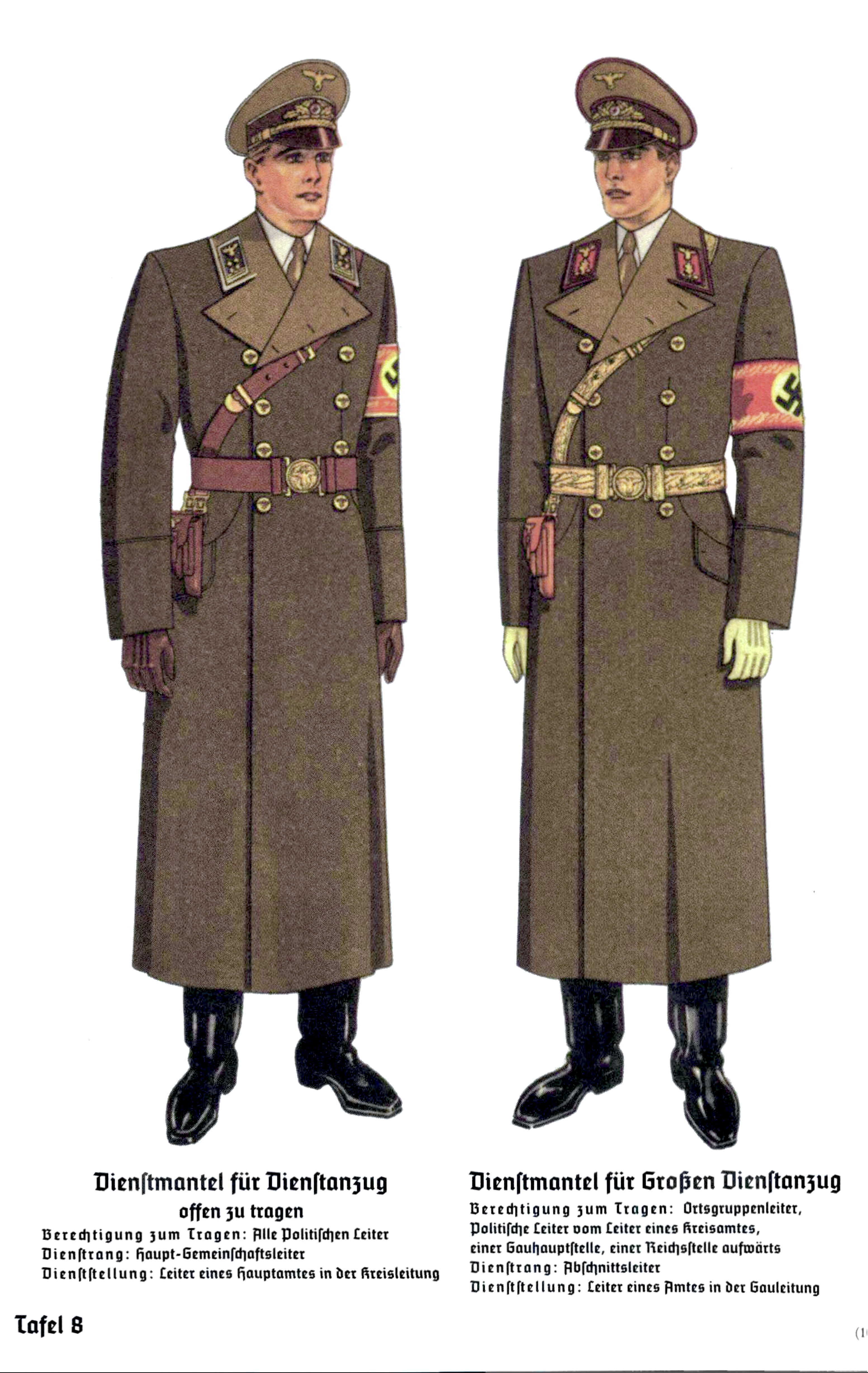
Umundurowanie Abschnittsleitera (po prawej).

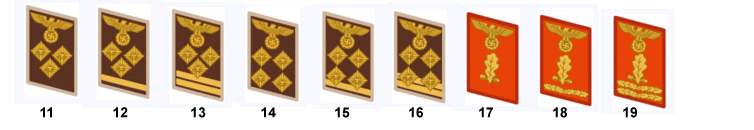
11: Einsatzleiter, 12: Obereinsatzleiter, 13: Haupteinsatzleiter, 14: Gemeinschaftsleiter, 15: Obergemeinschaftsleiter, 16: Hauptgemeinschaftsleiter, 17: Abschnittsleiter, 18: Oberabschnittsleiter, 19: Hauptabschnittsleiter.

- Abschnittsleiter – Naczelnik sekcji
- Oberabschnittsleiter – Starszy naczelnik sekcji
- Hauptabschnittsleiter – Główny naczelnik sekcji